# Sporobolus pectinellus
Sporobolus pectinellus är en gräsart som beskrevs av Carl Christian Mez. Sporobolus pectinellus ingår i släktet droppgräs, och familjen gräs. Inga underarter finns listade i Catalogue of Life.